# Капуста пекінська
Пекінська капуста (Brassica rapa subsp. pekinensis), петсай (англ. pe-tsai), або салатна капуста — рослина родини капустяних, овочева культура.

## Походження та історія поширення культури
Пекінська капуста як культурна рослина сформувалася на території Китаю. Письмові згадки про неї відносяться до V—VI століть н. е. Причому використовувалася вона не тільки як овочева рослина, але і як олійна. Важливе значення вид має і в наші дні, особливо в долинах центральної і південної частин країни. Походячі з північних районів Китаю кочанні форми пекінської капусти поширилися через Корейський півострів в Японію і країни Індокитаю, де й донині є одною з найважливіших культур. На основі великої кількості місцевих китайських і японських сортів в середині XX століття в Японії були створені комерційні сорти та гібриди з високою врожайністю і скоростиглістю. В Європі і США аж до початку 1970-х років пекінська капуста вирощувалася в обмежених масштабах, і лише в останні роки її виробництво — як у відкритому, так і в захищеному ґрунті — стало переживати справжній бум, пов'язаний з появою скоростиглих японських гібридів, що володіють стійкістю до стеблування, тобто зацвітають з великою затримкою в умовах довгого дня, завдяки чому рослини можуть тривалий час зберігати високі товарні якості. В останні роки досить активно впроваджується в овочівництво в Україні.

## Вирощування
Оскільки пекінська капуста — холодостійка культура короткого дня, то висаджувати розсаду або висівати насіння потрібно в ранні строки (з першим виходом на город) або в другу-третю декаду липня. Не рекомендується висівати пекінську капусту раніше 20 липня, тому що пекінська капуста — культура короткого дня і висів раніше вказаного строку призводить до її цвітіння «стрілкування».
Короткий вегетаційний період пекінської капусти дозволяє отримати товарну продукцію за 25-30 днів. Вирощувати її можна розсадним і безрозсадним способами. Розсаду пекінської капусти вирощують в торфоперегнійних горщиках, вік розсади 20-25 днів.
Пекінська капуста, як і білоголові капусти, вибаглива до родючості ґрунту, тому вирощувати її необхідно на родючих, удобрених ґрунтах. Висів проводиться широкорядним способом з шириною міжрядь 40 см, висівають по 3-4 насінини. Норма висіву — 0,2-0,3 г/кв.м, глибина висіву — 1 см. Перед посівом гряду поливають, декілька поливів проводять також на початку вегетації. Сходи проріджують, залишаючи найсильніші рослини на відстані 15-20 см. Протягом вегетації проводять регулярні рихлення ґрунту та видалення бур'янів.

## Харчове застосування
Листові форми пекінської капусти вживають в їжу як салатну зелень, а кочанні використовують після кулінарної обробки в супах, гарнірах, а також маринують і сушать. У країнах Східної Азії салатну капусту часто заквашують (корейці, наприклад, роблять страву кімчі).